# کواسروات

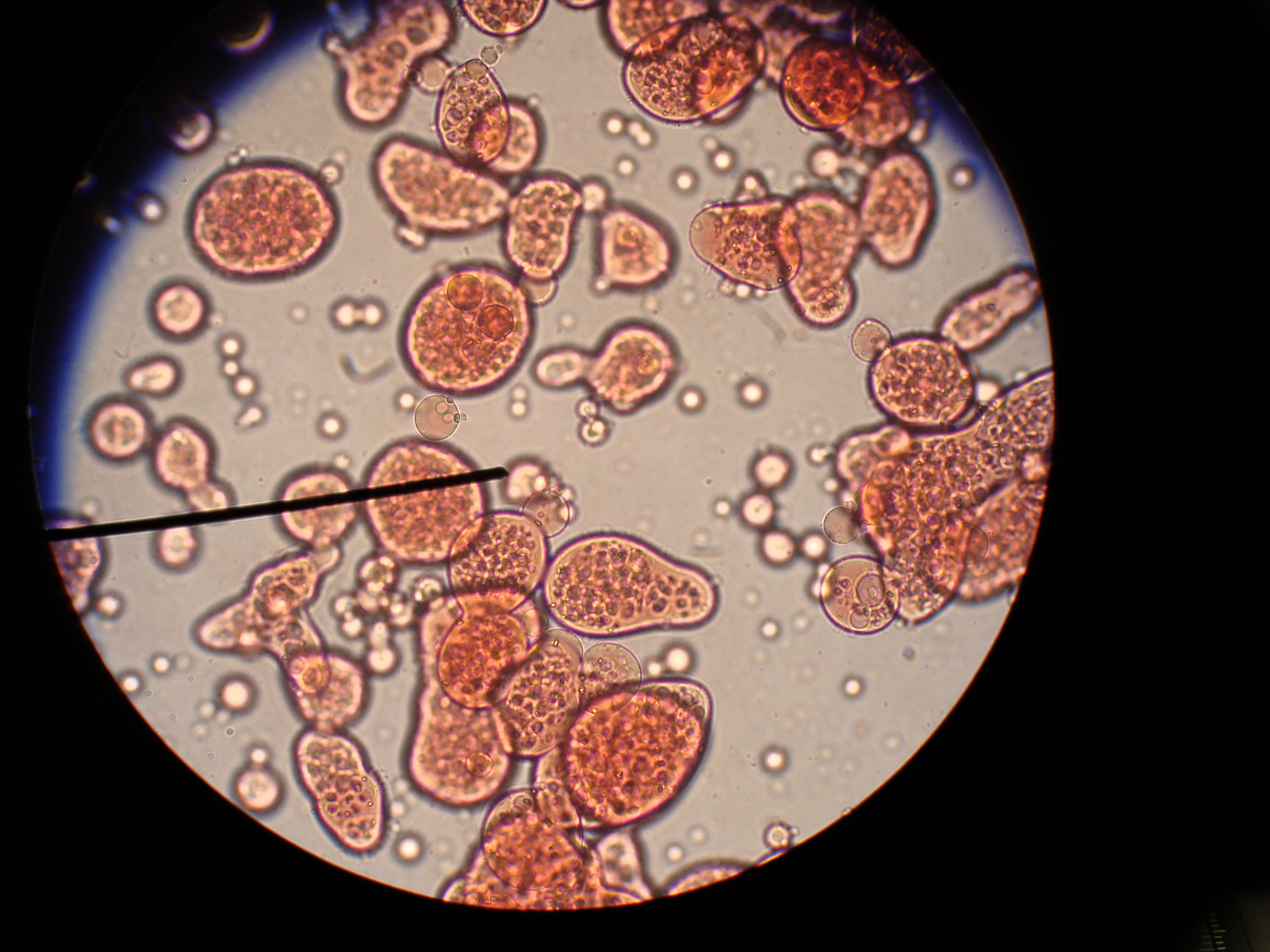
کواسروات

کواسروات‌ها ریزکیسه‌هایی هستند از جنس فسفولیپید که دارای دیواره دو لایه می‌باشند. این دو لایه به شکلی قرار گرفته‌اند که سر آبدوست آنها به سمت بیرون و دم(اسید چرب) آبگریز آنها به سمت داخل است. دم آبگریز هر دو لایه به سمت همدیگر است. به این ریزکیسه‌های دارای غشای دو لایه از جنس فسفو لیپید، کواسروات گفته می‌شود.
این کواسروات‌ها می‌توانند با جذب مولکول‌های دیگر فسفولیپید، رشد کنند و بزرگتر گردند و همچنین این ریزکیسه‌ها می‌توانند تقسیم شده و به کواسرواتهای کوچکتر تقسیم گردند. تا حدی شبیه به باکتری‌ها.
کواسرواتها می‌توانند مولکولهای دیگری را مانند آمینواسیدها را درون خود نگه دارند. گرچه این ریز کیسه‌ها زنده نیستند، اما شباهت‌های بسیاری با غشای پلاسمایی سلولها دارند و همچنین می‌توانند برخی از فعالیتهای متابولیسمی را نیز انجام دهند.
دانشمندان حدس می‌زنند که این کواسروات‌ها، از سازندگان پیش سلولهای اولیه می‌باشند.
کواسروات‌ها در نظریه الکساندر اپارین درباره منشاء حیات نقش مهمی دارند.